# Oskar von Petri
Oskar Wilhelm Petri, seit 1910 Ritter von Petri (* 24. Februar 1860 in Elberfeld (heute Stadtteil von Wuppertal); † 26. Mai 1944 in Nürnberg) war ein deutscher Bauingenieur und Industriemanager.

## Leben
Der Sohn eines Gymnasiallehrers studierte Bauingenieurwesen an der Technischen Hochschule Karlsruhe und der Technischen Hochschule Charlottenburg. In Karlsruhe trat er 1878 der Burschenschaft Teutonia bei. Er war als später als Regierungsbaumeister (Assessor in der öffentlichen Bauverwaltung) in Köln, Dortmund und Magdeburg tätig und ging dann als technischer Attaché an die deutsche Botschaft in Washington. Seit 1891 bei der Eisenbahndirektion Hannover tätig, übernahm er 1894 die Direktion des Schuckert-Tochterunternehmens Continentale Gesellschaft für elektrische Unternehmungen in Nürnberg, die u. a. die Wuppertaler Schwebebahn baute und unter seiner Leitung schnell internationales Ansehen erwarb. 1902 wurde er Vorstandsmitglied der Siemens-Schuckert-Werke, war zeitweise Generaldirektor und wechselte 1919 als stellvertretender Vorsitzender in den Aufsichtsrat des Unternehmens. 1920 wurde er Mitglied, 1927 Vorsitzender des Aufsichtsrats der Siemens & Halske AG und war Aufsichtsratsvorsitzender der MAN sowie Mitglied des Gesamtvorstands des Bayerischen Industriellenverbands.
Petri wurde 1910 durch Prinzregent Luitpold mit dem Ritterkreuz des Verdienstordens der Bayerischen Krone beliehen. Mit der Verleihung war die Erhebung in den persönlichen Adelsstand verbunden und er durfte sich nach der Eintragung in die Adelsmatrikel Ritter von Petri nennen.
Gemeinsam mit seiner Ehefrau Elisabeth stiftete Petri die Kunsthalle Nürnberg am Marientor, welche 1913 unter der Bezeichnung „Kunstausstellungshalle“ eingeweiht wurde. Ebenso zählte er zu den 24 Stiftern des Künstlerhaus Nürnberg und war 1916/44 Verwaltungsrat des Germanischen Nationalmuseums. Von 1916 bis 1940 gehörte er der Kaiser-Wilhelm-Gesellschaft an.
Im Jahr 1940 erhielt er die Goethe-Medaille für Kunst und Wissenschaft.